# Psykiatrisk vård

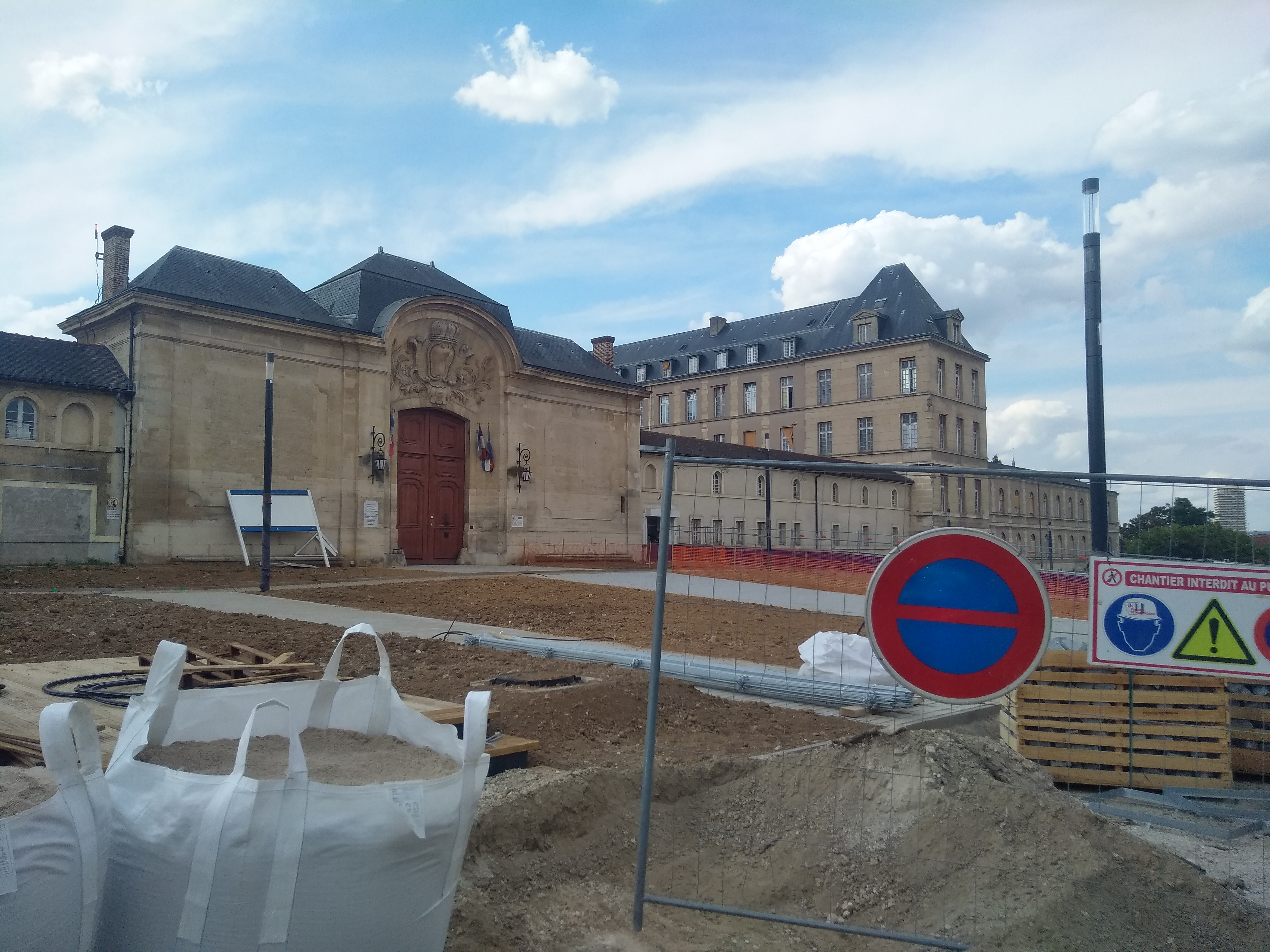
Hôpital Bicêtre som tidigare var ett psykiatriskt sjukhus.

Psykiatrisk vård, tidigare mentalvård (se mentalsjukhus), är sjukvård som behandlar psykiatriska sjukdomar och störningar. Psykiatrisk vård bedrivs på psykiatriska sjukhus, psykiatriska avdelningar samt vid psykiatriska mottagningar, vardagligt även kallat psyket.
Den psykiatriska vården kan vara öppen eller sluten. Öppenvård förekommer när en patient kan ta eget ansvar för sin förbättring. Det kan gälla samtal med kurator eller psykolog på mottagningen och i vissa fall medicinering. Det går att vända sig till den psykiatriska öppenvården för att själv få hjälp eller att hjälpa någon annan att skaffa hjälp. Slutenvård innebär att vara inlagd på ett sjukhus, oavsett om det är inom psykiatrin eller inom kroppssjukvården. Inom psykiatrin kan sådan vård ske såväl frivilligt som med tvång. 
I Sverige regleras psykiatrisk tvångsvård av LPT (Lagen om psykiatrisk tvångsvård). Även vid tvångsvård gäller HSL (Hälso- och sjukvårdslagen) med undantag av de delar som uttryckligen upphävts av LPT. En person som vårdas frivilligt vid en psykiatrisk avdelning kan i vissa fall konverteras till tvångsvård. Vid konvertering finns särskild reglering i syfte att stärka rättssäkerheten, däribland att patienten motsätter sig inneliggande vård trots att denne på grund av en allvarlig psykisk störning är en omedelbar och allvarlig fara för sig själv och andra. Konvertering prövas alltid av domstol, där patienten företräds av en advokat. I vissa fall kan man bli inlagd för att man har fått en ny medicin eller ska sluta med en medicin; detta sker vanligen på frivillig grund. Rättspyskiatrisk vård är en påföljd för ett brott som begåtts då individen led av en allvarlig psykisk störning. Då döms individen till att vårdas vid en rättspsykiatrisk sjukvårdsinrättning.

## Personal i den psykiatriska vården
En psykiater är en läkare med specialisering inom psykiatri. En psykiatrisjuksköterska är en sjuksköterska med specialistutbildning inom psykiatrisk omvårdnad. Även grundutbildade sjuksköterskor arbetar inom psykiatrin. Skötare är en undersköterska med inriktning psykiatri. Även undersköterska med specialistutbildning inom psykiatrisk omvårdnad kallas skötare men har en mer avancerad psykiatrisk kompetens i vårdteamet än en skötare. 
Specialistundersköterskan i psykiatriskt vårdande kommer att ha en viktig roll i framtiden och att titeln skötare skall fasas ut och bytas ut mot denna titel är omdiskuterat. En yrkeskategori inom psykiatrisk vård som numera fasats ut är förste skötare, även om enstaka personer som tidigare fått denna tjänstegrad fortfarande är verksamma inom psykiatrin. De är skötare med kompletterande utbildning och utökat ansvar, så som medicinhantering. I de flesta psykiatriska verksamheter arbetar även kuratorer med psykosocialt behandlingsarbete, vilket innebär stödsamtal med patienter och anhöriga, information och stöd i kontakt med myndigheter samt utredningar, till exempel psykosociala aspekter i en barnpsykiatrisk utredning.